# ردليشية فجرية
الردليشية الفجرية (الاسم العلمي:†Eoredlichia) هي جنس منقرض من ثلاثيات الفصوص يتبع فصيلة الردليشات من رتبة الردليشيات.